# Centro Español de Documentación sobre Discapacidad
El Centro Español de Documentación e Investigación  sobre Discapacidad (CEDID) es un servicio que el Real Patronato sobre Discapacidad ofrece a entidades públicas y privadas, profesionales y/o cualquier persona interesada en el campo de la discapacidad. Recopila y cataloga la literatura científica más relevante que se produce tanto a nivel nacional como internacional, así como los documentos que editan los organismos internacionales, las administraciones públicas y las entidades del Tercer Sector en el campo de la discapacidad.
El fondo documental está integrado por las principales publicaciones, tanto nacionales como extranjeras, que tratan sobre todos los temas relacionados con la discapacidad y las políticas sociales.
Desde el año 1980 el CEDID está gestionado por la Fundación Eguía Careaga a través de un convenio de colaboración.
El centro cuenta con una biblioteca especializada abierta al público sobre temas relacionados con la discapacidad y la atención a la dependencia, que proporciona a los usuarios el acceso a bases de datos propias (bibliográfica, legislativa, hemeroteca, guía de entidades y enlaces, agenda) y a otras bases nacionales e internacionales, que facilita información y orientación sobre recursos y prestaciones sociales y que además gestiona, edita y distribuye las publicaciones oficiales del Real Patronato.

## Servicios y funciones
El CEDID presta los siguientes servicios:
- Fondo bibliográfico especializado en discapacidad, política social y servicios sociales. con más de 200.000 referencias.
- Servicio de atención al público: consultas documentales, información especializada en discapacidad y préstamo de libros y material audiovisual.
- Biblioteca abierta al público.
- Gestión y desarrollo del Repositorio Iberoamericano sobre Discapacidad (RIBERDIS)
- Edición y coordinación de la Revista Española de Discapacidad.
- Mantenimiento de la base de datos bibliográfica y legislativa sobre políticas sociales y discapacidad.
- Servicio de agenda, recopilando los eventos en torno a la discapacidad que se desarrollan dentro y fuera de España.
- Edición del boletín digital del Real Patronato sobre Discapacidad.
- Gestión, edición y distribución de las publicaciones oficiales del Real Patronato.
- Mantenimiento y actualización de la guía de organismos y entidades relacionados con la discapacidad.

El CEDID, apostando por el acceso abierto como estrategia de difusión de los contenidos científicos, puso en marcha en 2013 el Repositorio Iberoamericano sobre Discapacidad (Riberdis) y la Revista Española de Discapacidad (REDIS).

## Repositorio Iberoamericano sobre Discapacidad (Riberdis)
Riberdis es una “biblioteca virtual” que recopila y difunde la producción científica existente sobre discapacidad en formato digital y de acceso libre que se produce en Iberoamérica. 
Con este proyecto se pretende centralizar la producción científica existente sobre discapacidad en el ámbito iberoamericano, contribuyendo a su preservación y a su mejor difusión en un modelo de acceso libre mediante el software de código abierto DSpace.
Como repositorio temático, Riberdis cumple con cuatro características fundamentales:
- Acceso libre y gratuito al texto completo de los contenidos archivados.
- Auto-archivo de documentos: Un autor puede depositar directamente sus publicaciones en Riberdis, que serán revisados y validados por los administradores del repositorio para garantizar que responde a las políticas y criterios de calidad del mismo.
- Interoperabilidad: Riberdis forma parte de la iniciativa OAI-PMH (Open Archives Initiative), lo que permite incrementar la visibilidad de sus documentos al ofrecerse conjuntamente con otros repositorios internacionales y ser indexados por los principales motores de búsqueda.
- Preservación a largo plazo de los contenidos depositados en el repositorio.

## Revista Española de Discapacidad (REDIS)
La Revista Española de Discapacidad es una revista electrónica de acceso abierto orientada a la publicación de artículos de investigación o de reflexión académica, científica y profesional en el ámbito de la discapacidad, desde una perspectiva multidisciplinar.
Esta publicación se compone de un volumen anual con dos números semestrales y está dirigida a todas las personas y entidades interesadas en el campo de la discapacidad.
Sus objetivos son proporcionar un marco para la reflexión y el análisis en materia de discapacidad desde distintas áreas y disciplinas científicas, principalmente de las ciencias sociales; producir conocimiento teórico y aplicado en materia de discapacidad bajos unos criterios de calidad científica; y facilitar un espacio para la publicación de aquellos trabajos de investigación realizados en materia de discapacidad por parte de autores españoles e iberoamericanos.
REDIS se divide en tres secciones: «Artículos», que incluye textos de carácter académico o científico producto de investigaciones empíricas, planteamientos teóricos, evaluaciones de procesos de intervención o revisiones sistemáticas; «Tribuna», donde se presentan reflexiones y/o buenas prácticas de entidades, profesionales y personas con discapacidad; y «Reseñas», que recoge resúmenes de libros de actualidad relacionados con la discapacidad.
Esta revista se encuentra reconocida con el sello de calidad FECYT y está incluida en las siguientes bases de datos, índices y directorios: Redib, Dialnet, Dulcinea, EBSCO, ISOC y LATINDEX, DOAJ, ERIH Plus, CIRC, The Knowledge Network, ESCI y MIAR.